# سیارک ۲۱۴۹۸
سیارک ۲۱۴۹۸ (به انگلیسی: 21498 Keenanferar، نامگذاری:1998KQ2) بیست و یک هزار و چهارصد و نود و هشتمین سیارک کشف شده‌است که در ۲۲ مه ۱۹۹۸ کشف شد.
قدر مطلق سیارک برابر ۲۴.۵ است.